# Ростанка
Ростанка (Руднячка) — река в России, протекает в Республике Мордовия. Устье реки находится в 71 км по левому берегу реки Рудни. Длина реки составляет 15 км, площадь водосборного бассейна 76,7 км². В верховьях называется также Руднячка.
Исток реки в Рузаевском районе северо-восточнее села Шишкеево. Ростанка течёт на север, из Рузаевского района перетекает в Старошайговский район, а в низовьях образует границу Старошайговского и Лямбирского районов. В верховьях реки на берегу деревню Кочетковка. Притоки — Ключ (левый), Стеклянка (правый). Впадает в Рудню в селе Красная Рудня.

## Данные водного реестра
По данным государственного водного реестра России относится к Верхневолжскому бассейновому округу, водохозяйственный участок реки — Алатырь от истока и до устья, речной подбассейн реки — Сура. Речной бассейн реки — (Верхняя) Волга до Куйбышевского водохранилища (без бассейна Оки).
По данным геоинформационной системы водохозяйственного районирования территории РФ, подготовленной Федеральным агентством водных ресурсов:
- Код водного объекта в государственном водном реестре — 08010500212110000038031
- Код по гидрологической изученности (ГИ) — 110003803
- Код бассейна — 08.01.05.002
- Номер тома по ГИ — 10
- Выпуск по ГИ — 0